# Erich Balg
Johannes Hugo Erich Balg (* 5. Oktober 1904 in Berlin; † 1977 in Prien am Chiemsee) war ein deutscher Fotograf.

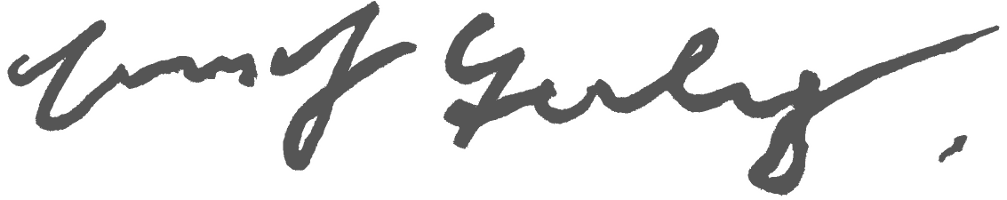
Unterschrift von Erich Balg

Balg erhielt seine Ausbildung 1921 bis 1923 im Atelier seines Vaters, des Hoffotografen Martin Balg, danach besuchte er die Lehr- und Versuchsanstalt für Photographie, Chemiegrafie, Lichtdruck und Gravüre in München. Nach Beendigung seiner Ausbildung arbeitete er im Berliner Atelier Binder als Porträtfotograf. 1933 gründete er zusammen mit dem Architekten Fritz Breuhaus Contempora, Schule für angewandte Werkkunst, die er bis zu deren Schließung 1938 leitete. Seinen Kriegsdienst leistete er von 1940 bis 1945 als Luftbildauswerter in Golm bei Potsdam. Nach Kriegsende betrieb er bis 1967 ein Atelier für Mode- und Werbefotografie in Hamburg.